# Asztrik

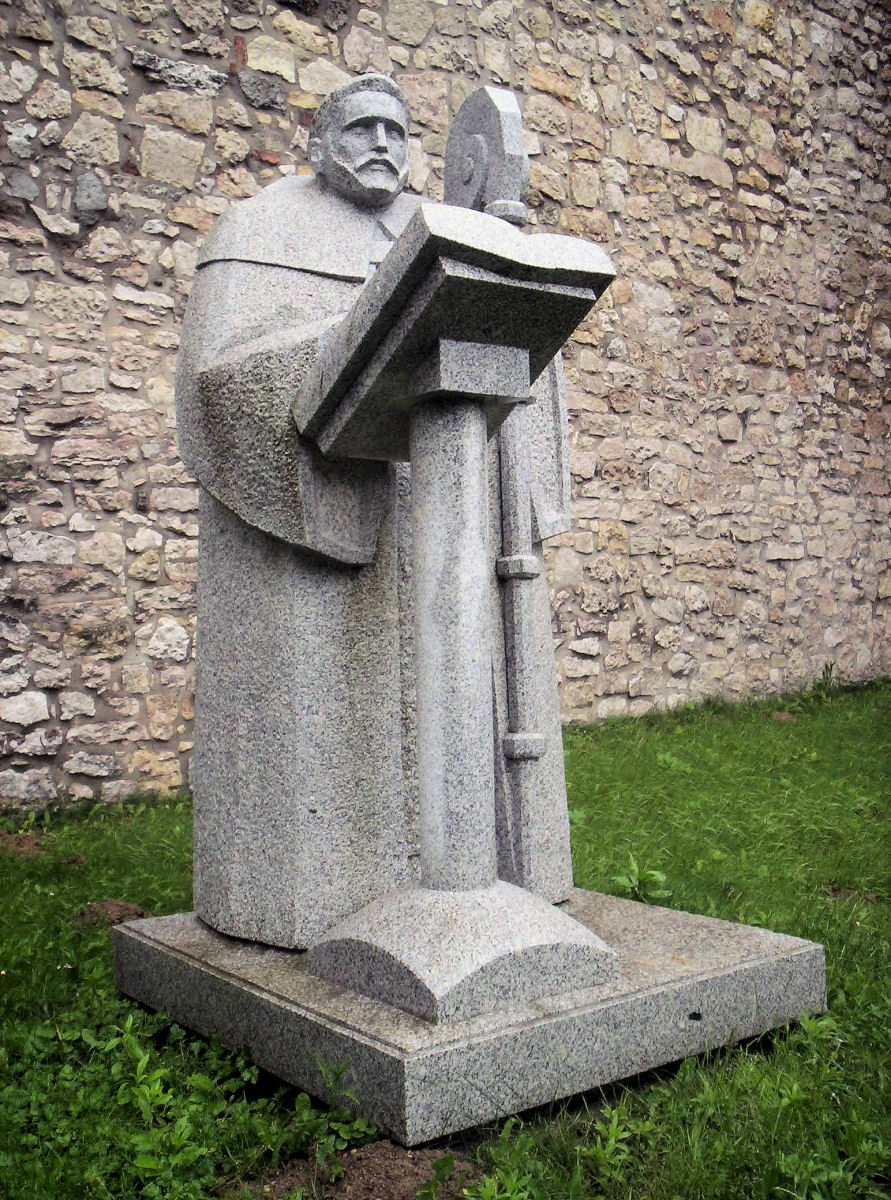
Asztrik érsek szobra Pécsváradon.

Az Asztrik férfinév germán eredetű, eredeti formája Asrik, Aserik. Jelentése: kőrisdárda + hatalmas, uralkodó, fejedelem.

## Gyakorisága
Az 1990-es években szórványosan fordult elő, a 2000-es években nem szerepel a 100 leggyakoribb férfinév között.

## Névnapok
- november 12.[2]

## Híres Asztrikok
- Asztrik Kalocsai érsek, aki a koronát hozta Szent Istvánnak
- Várszegi Asztrik püspök, pannonhalmi főapát